# Гура-Свентей-Малгожати (гміна)
Гміна Гура-Свентей-Малґожати (пол. Gmina Góra Świętej Małgorzaty) — сільська гміна у центральній Польщі. Належить до Ленчицького повіту Лодзинського воєводства.
Станом на 31 грудня 2011 у гміні проживало 4490 осіб.

## Площа
Згідно з даними за 2007 рік площа гміни становила 90.42 км², у тому числі:
- орні землі: 91.00%
- ліси: 0.00%

Таким чином, площа гміни становить 11.68% площі повіту.

## Населення
Станом на 31 грудня 2011:
| Опис     | Загалом | Загалом | Чоловіки | Чоловіки | Жінки | Жінки |
| -------- | ------- | ------- | -------- | -------- | ----- | ----- |
| одиниця  | осіб    | %       | осіб     | %        | осіб  | %     |
| все      | 4490    | 100     | 2211     | 49.24    | 2279  | 50.76 |
| міське   | 0       | 100     | 0        |          | 0     |       |
| сільське | 4490    | 100     | 2211     | 49.24    | 2279  | 50.76 |

## Сусідні гміни
Гміна Гура-Свентей-Малгожати межує з такими гмінами: Вітоня, Кшижанув, Ленчиця, Ленчиця, Озоркув, Пйонтек.